# King Satan
A King Satan finn indusztriális metal/electro-industrial/hard rock együttes, amelyet King Aleister Satan (más néven Zetekh) énekes alapított 2015-ben, Tampere városában. Eddig két nagylemezt adtak ki. Az együttes magát "black metal, death metal, EBM (electronic body music), aggrotech és hard rock keveréknek" nevezi.
Zenéjükre nagy hatással volt az extrém metal műfaja. A "Worship Metal" oldal "Rob Zombie és a Skinny Puppy drogos keverékeként" írta le a zenéjüket. Fennállásuk alatt olyan nevekkel koncerteztek már, mint a Pain, a Velvet Acid Christ vagy a Turmion Kätilöt.

## Diszkográfia
- King Fucking Satan (2017)
- I Want You to Worship Satan (2019)[6]

Kislemezek
- This Is Where The Magick Happens (2021)

- Enter Black Fire (2015)
- Psygnosis (2016)
- Satanized (Praise Hail Satan!) (2017)
- Dance With The Devil (2017)

Demók
- We Are King Satan And We Fuck The World (2015)

## Tagok
- King Aleister Satan - ének (koncerteken), összes hangszer, programozás (stúdióban) (2015-)
- Katherine "Kate" Boss - szintetizátor, zongora, ének, vokál (2016-)
- Dalai Daimonicus - gitár (2018-)
- Jerry Rock'n'roll - basszusgitár (2017-)
- Sir Changa McKenna - drums (2017-)

Volt tagok
- Magister Demaniac - gitár, programozás (2017-2018)
- Martin Shemhamforash - szintetizátor, basszusgitár (2017)
- John Oscar Dee (más néven DJ Shemhamforash) - gitár, basszusgitár (2015–2017)
- B.B. Kill - gitár (2016–2017)
- Tomax Xamot - basszusgitár (2016)
- DJ Instixx (2016)
- Captain Veisalgia - basszusgitár (2015–2016)